# Championnat de Madagascar de football
« Pro League » redirige ici. Pour les autres significations, voir Pro League (homonymie).
Le Championnat de Madagascar de football a été créé en 1962. Le championnat qui est le premier échelon national à Madagascar a été réorganisé depuis 2019 et est devenu Orange Pro League. Il se déroule annuellement sous forme d'un championnat opposant les douze clubs élites Malagasy.

## Organisation

### Fonctionnement du championnat
Auparavant[Quand ?], le championnat s'est déroulé en plusieurs phases consécutives :
- la première phase oppose 24 équipes (une par région, sauf pour la région d'Analamanga, où est située la capitale Antananarivo qui peut engager deux équipes et la province dont est issu le champion en titre, qui a également droit à une formation supplémentaire), en quatre poules de six équipes. Les trois premiers de chaque poule se qualifient pour la suite de la compétition.
- les douze clubs qualifiés sont à nouveau répartis en deux poules de six et s'affrontent une seule fois. Cette fois-ci, seuls les deux premiers se qualifient pour la phase suivante.
- enfin, la Poule des As oppose les quatre formations encore en lice. Elles se rencontrent deux fois et l'équipe en tête du classement final est sacrée championne de Madagascar

Actuellement[Quand ?], le championnat oppose douze clubs malgaches en une série de vingt-trois rencontres jouées durant la saison de football. Le classement est calculé avec le barème de points suivant : une victoire vaut trois points et le match nul un. La défaite ne rapporte aucun point. Les critères de départage entre plusieurs équipes sont, dans l'ordre d'importance : le plus grand nombre de points, la plus grande différence de buts générale, les confrontations directes entre les équipes concernées (avec application de la règle des buts marqués à l'extérieur), le plus grand nombre de buts marqués, le plus grand nombre de buts marqués pendant une rencontre et la meilleure place au Challenge du fair-play (un point par joueur averti, trois points par joueur exclu).
À la fin de la saison, l'équipe terminant en tête du classement est sacrée championne de Madagascar et est qualifiée pour la Ligue des champions de la CAF.

## Palmarès
| Année | Champion                                  |
| 1962  | AS Fortior (1)                            |
| 1963  | AS Fortior (2)                            |
| 1964  | COSFAP (1)                                |
| 1965  | COSFAP (2)                                |
| 1966  | COSFAP (3)                                |
| 1967  | Racing Club (1)                           |
| 1968  | FS Firegnina (1)                          |
| 1969  | USCA Foot (1)                             |
| 1970  | MMM Toamasina (1)                         |
| 1971  | AS Saint Michel (1)                       |
| 1972  | Fortior Club de la Côte Ouest (1)         |
| 1973  | JS Antalaha (1)                           |
| 1974  | AS Corps Enseignement (1)                 |
| 1975  | AS Corps Enseignement (2)                 |
| 1976  | Championnat non disputé                   |
| 1977  | AS Corps Enseignement (3)                 |
| 1978  | AS Saint Michel (2)                       |
| 1979  | Fortior Club de la Côte Ouest (2)         |
| 1980  | MMM Toamasina (2)                         |
| 1981  | AS Somasud (1)                            |
| 1982  | Dinamo Fima (1)                           |
| 1983  | Dinamo Fima (2)                           |
| 1984  | Championnat non disputé                   |
| 1985  | AS Sotema                                 |
| 1986  | Bankin' ny Tantsaha Mpamokatra (1)        |
| 1987  | Jos Nosy-Bé (1)                           |
| 1988  | COSFAP (4)                                |
| 1989  | AS Sotema (2)                             |
| 1990  | ASF Fianarantsoa (1)                      |
| 1991  | AS Sotema (3)                             |
| 1992  | AS Sotema (4)                             |
| 1993  | Bankin' ny Tantsaha Mpamokatra (2)        |
| 1994  | FC Rainizafy (1)                          |
| 1995  | FC Fobar (1)                              |
| 1996  | FC Banky Fampadrosoana ny Varotra (1)     |
| 1997  | Domoina Soavina Atsimondrano (1)          |
| 1998  | Domoina Soavina Atsimondrano (2)          |
| 1999  | AS Fortior (3)                            |
| 2000  | AS Fortior (4)                            |
| 2001  | Stade olympique de l'Emyrne (1)           |
| 2002  | AS Adema (1)                              |
| 2003  | Ecoredipharm FC (1)                       |
| 2004  | USJF Ravinala (1)                         |
| 2005  | USCA Foot (2)                             |
| 2006  | AS Adema (2)                              |
| 2007  | Ajesaia (1)                               |
| 2008  | Académie Ny Antsika (1)                   |
| 2009  | Ajesaia (2)                               |
| 2010  | CNaPS Sport (1)                           |
| 2011  | Japan Actuel's FC (1)                     |
| 2012  | AS Adema (3)                              |
| 2013  | CNaPS Sport (2)                           |
| 2014  | CNaPS Sport (3)                           |
| 2015  | CNaPS Sport (4)                           |
| 2016  | CNaPS Sport (5)                           |
| 2017  | CNaPS Sport (6)                           |
| 2018  | CNaPS Sport (7)                           |
| 2019  | Fosa Juniors FC (1)                       |
| 2020  | Championnat abandonée                     |
| 2021  | AS Adema (4)                              |
| 2022  | Centre de formation d'Andoharanofotsy (1) |
| 2023  | Fosa Juniors FC (2)                       |
| 2024  | Disciples FC (1)                          |

## Bilan
| Club                                  | Titres | Années                                   |
| ------------------------------------- | ------ | ---------------------------------------- |
| CNaPS Sport                           | 7      | 2010, 2013, 2014, 2015, 2016, 2017, 2018 |
| AS Fortior                            | 4      | 1962, 1963, 1999, 2000                   |
| COSFA Antananarivo                    | 4      | 1964, 1965, 1966, 1988                   |
| AS Adema                              | 4      | 2002, 2006, 2012, 2021                   |
| AS Sotema                             | 4      | 1985, 1989, 1991, 1992                   |
| AS Corps Enseignement                 | 3      | 1974, 1975, 1977                         |
| Ajesaia                               | 2      | 2007, 2009                               |
| BTM Antananarivo                      | 2      | 1986, 1993                               |
| Dinamo Fima                           | 2      | 1982, 1983                               |
| DSA Antananarivo                      | 2      | 1997, 1998                               |
| Fortior Club de la Côte Ouest         | 2      | 1972, 1979                               |
| MMM Toamasina                         | 2      | 1970, 1980                               |
| Elgeco Plus FC (ex AS Saint-Michel)   | 2      | 1971, 1978                               |
| USCA Foot                             | 2      | 1969, 2005                               |
| Fosa Juniors FC                       | 2      | 2019, 2023                               |
| Japan Actuel's FC                     | 1      | 2011                                     |
| Académie Ny Antsika                   | 1      | 2008                                     |
| USJF/Ravinala                         | 1      | 2004                                     |
| Ecoredipharm FC                       | 1      | 2003                                     |
| Stade olympique de l'Emyrne           | 1      | 2001                                     |
| FC BFV                                | 1      | 1996                                     |
| FC Fobar                              | 1      | 1995                                     |
| FC Rainizafy                          | 1      | 1994                                     |
| ASF Fianarantsoa                      | 1      | 1990                                     |
| Jos Nosy-Bé                           | 1      | 1987                                     |
| AS Somasud                            | 1      | 1981                                     |
| JS Antalaha                           | 1      | 1973                                     |
| Fitarikandro Soa Firegnina            | 1      | 1968                                     |
| Centre de formation d'Andoharanofotsy | 1      | 2022                                     |
| Disciples FC                          | 1      | 2024                                     |

## Meilleurs buteurs
- 2014 : Njiva Rakotoharimalala (CNaPS Sport)
- 2015 : Elvi Brunat Baritoa (FC Prescoi avec 11 buts)
- 2016 : Lucien Kassimo dit Foroche (CNaPS Sport)

## Lien
- (en) Palmarès du championnat de Madagascar sur le site RSSSF.com